# Figures de Chladni
Les figures de Chladni o patrons de Chladni són uns patrons de repartiments de material sòlid conseqüència de moviments vibratoris de la superfície sobre la qual descansa. Un dels assoliments més coneguts de Chladni va ser inventar una tècnica per mostrar els diferents modes de vibració sobre una superfície rígida. Quan ressona, una placa o membrana es divideix en regions que vibren en direccions oposades, delimitades per línies on no es produeix cap vibració (línies nodals).

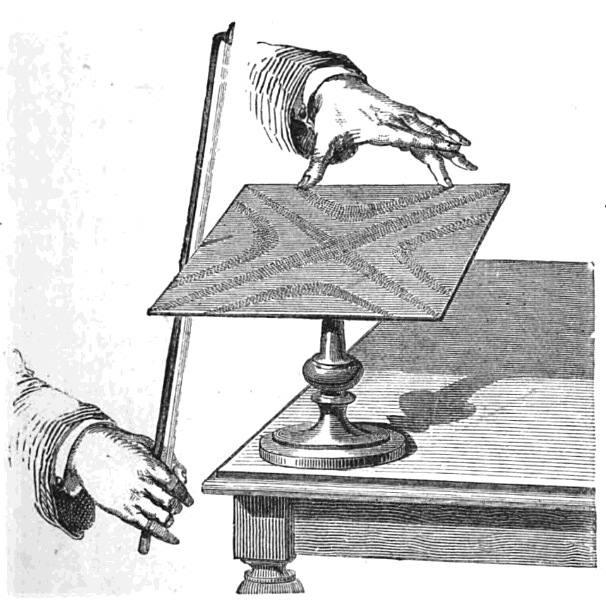
Mètode per crear figures de Chladni

Chladni va repetir els experiments pioners de Robert Hooke que, el 8 de juliol de 1680, havia observat els patrons nodals associats a les vibracions de les plaques de vidre. Hooke va passar un arc de violí per la vora d'un plat cobert de farina i va veure com emergeixen els patrons nodals.
La tècnica de Chladni, publicada per primera vegada el 1787 al seu llibre Entdeckungen über die Theorie des Klanges ("Descobriments en la teoria del so"), consistia a dibuixar un arc sobre una peça de metall la superfície del qual estava lleugerament coberta de sorra. La placa es va inclinar fins que va arribar a la ressonància, quan la vibració fa que la sorra es mogui i es concentri al llarg de les línies nodals on la superfície està quieta, delimitant les línies nodals. Els patrons formats per aquestes línies són el que ara s'anomenen figures de Chladni. També es poden trobar patrons nodals similars assemblant materials a microescala sobre ones de Faraday.
Chladni havia visitat l'Acadèmia de París el 1808 i havia demostrat els patrons de vibració davant un públic que incloïa no només els principals científics francesos sinó el mateix Napoleó; Napoleó va establir un premi a la millor explicació matemàtica. La resposta de Sophie Germain, tot i que va ser rebutjada per defectes, va ser l'única entrada amb l'enfocament correcte.
Les variacions d'aquesta tècnica encara s'utilitzen habitualment en el disseny i la construcció d'instruments acústics com violins, guitarres i violoncels. Des del segle xx, s'ha tornat més habitual col·locar un altaveu impulsat per un generador de senyal electrònic sobre o sota la placa per aconseguir una freqüència ajustable més precisa.
En mecànica quàntica, se sap que les figures de Chladni ("patrons nodals") estan relacionades amb les solucions de l'equació de Schrödinger per a àtoms d'un electró, i les matemàtiques que les descriuen van ser utilitzades per Erwin Schrödinger per arribar a la comprensió dels orbitals electrònics.

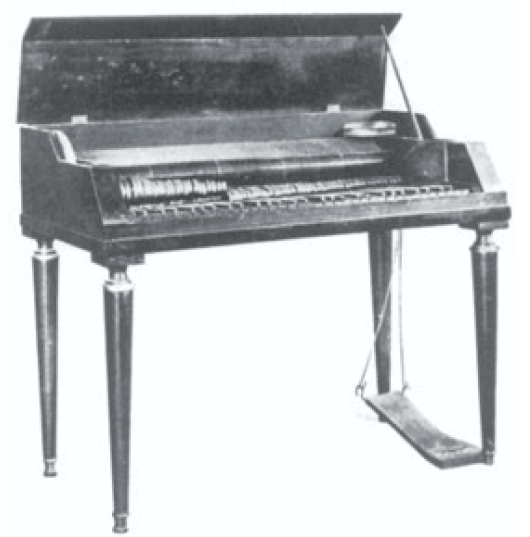
Clavicilindre

| Figures de Chladni |
| ------------------ |
|                    |
|                    |
|                    |
|                    |
|                    |
|                    |